# Purificación (Tolima)
Pour les articles homonymes, voir Purification.
Purificación est une municipalité colombienne située dans le département de Tolima.

## Toponymie
Le nom sous lequel la municipalité a été fondée en 1664 est « Villa de Purificación de Nuestra Señora » (« Ville de notre dame de la purification »),.

## Histoire
En 1656, un port, le Puerto de las Letras, est créé sur le fleuve Magdalena, permettant d'accéder au plateau. La ville y est officiellement fondée en 1664 par Diego Ospina y Maldonado ; elle comportait une église et plusieurs terrains.
En 1810, l'endroit devient une étape pour les combattants indépendantistes, par où passe l'armée du général Antonio Nariño.
À la création du département de Tolima en 1861, Purificación en devient la capitale pendant 22 mois, après quoi plusieurs villes se succèdent pour occuper cette fonction ; Ibagué en devient finalement la capitale définitive en 1887.